# Timatic (IATA)
Timatic (Travel Information Manual Automatic) ist ein elektronisches System, das von der International Air Transport Association (IATA) entwickelt wurde. Es bietet Echtzeit-Informationen zu Einreisebestimmungen, Visa-Anforderungen, Gesundheitsvorschriften und anderen relevanten Reiseinformationen für Flugpassagiere weltweit. Jedes Jahr überprüfen Mitarbeiter von Fluggesellschaften und Bodenabfertigungsdienste mit Timatic die Reisedokumente von über 700 Millionen Passagieren.

## Funktionen
1. Einreisebestimmungen:
  - Timatic bietet detaillierte Informationen zu Visa-Anforderungen, Passbestimmungen, Aufenthaltsdauern und anderen Einreisebedingungen für über 220 Länder und Territorien.[2]
  - Es enthält spezifische Bestimmungen für verschiedene Passagiertypen, wie z. B. Touristen, Geschäftsreisende, Studenten und Transitpassagiere.
2. Gesundheitsvorschriften:
  - Informationen zu erforderlichen Impfungen, Gesundheitszertifikaten und COVID-19-bedingten Einreisebeschränkungen.
  - Aktuelle Daten zu Quarantänebestimmungen und Testanforderungen.
3. Reisedokumente:
  - Details zu notwendigen Reisedokumenten, wie z. B. Rückflugtickets, Einladungsschreiben und finanziellen Nachweisen.
4. Echtzeit-Updates:
  - Timatic wird regelmäßig aktualisiert, um Änderungen in den Einreisebestimmungen der Länder widerzuspiegeln.
  - Fluggesellschaften und Reisebüros nutzen diese Datenbank, um sicherzustellen, dass Passagiere alle notwendigen Dokumente für ihre Reise besitzen.

## Nutzung
Timatic wird von Fluggesellschaften, Reisebüros, Flughafenbehörden und Online-Reiseportalen genutzt, um Passagiere über die aktuellen Einreisebestimmungen zu informieren. Viele Fluggesellschaften integrieren Timatic in ihre Buchungssysteme, sodass Passagiere während des Buchungsprozesses oder beim Check-in über die notwendigen Reisevoraussetzungen informiert werden.

## Geschichte
Timatic wurde in den 1960er-Jahren eingeführt, um Fluggesellschaften und Reisebüros bei der Bereitstellung genauer und aktueller Informationen zu Einreisebestimmungen zu unterstützen. Ursprünglich als gedrucktes Handbuch veröffentlicht, wurde es später in eine digitale Datenbank umgewandelt, die heute online und in Echtzeit aktualisiert wird.